# Championnat du Monténégro de football 2020-2021
Navigation
Saison 2019-2020 Saison 2021-2022
La saison 2020-2021 de Prva Crnogoska Liga ou Telekom 1. CFL, pour des raisons de parrainage, est la 15e édition de la première division monténégrine. Les dix meilleurs clubs du pays sont regroupés au sein d'une poule unique où ils affrontent quatre fois leurs adversaires. En fin de saison, le dernier du classement est relégué et remplacé par le meilleur club de la deuxième division monténégrine tandis que les 8e et 9e disputent des barrages de relégation contre les 2e et 3e de deuxième division.
Le FK Budućnost Podgorica remporte le cinquième titre de son histoire lors de la 29e journée, devenant ainsi le club le plus titré du pays.

## Équipes participantes
Légende des couleurs
- 1er tour de qualification de la Ligue des champions 2020-2021
- 1er tour de qualification de la Ligue Europa 2020-2021
- Tour préliminaire de la Ligue Europa 2020-2021
- Promu de Druge Liga 2018-2019

| Club                   | Classement 2019-2020 | Stade                   | Capacité |
| ---------------------- | -------------------- | ----------------------- | -------- |
| FK Budućnost Podgorica | 1er                  | Podgorica City Stadium  | 17 000   |
| FK Sutjeska Nikšić     | 2e                   | Stadion kraj Bistrice   | 10 800   |
| FK Iskra Danilovgrad   | 3e                   | Braća Velašević Stadium | 2 500    |
| FK Zeta Golubovci      | 4e                   | Trešnjica Stadium       | 7 000    |
| FK Podgorica           | 5e                   | DG Arena                | 4 000    |
| OFK Petrovac           | 6e                   | Pod Malim Brdom         | 5 000    |
| FK Rudar Pljevlja      | 7e                   | Stadion Gradski         | 7 000    |
| OFK Titograd           | 8e                   | Stade FK Mladost        | 1 250    |
| FK Dečić               | 1er D2               | Stadion Tuško Polje     | 2 000    |
| FK Jezero              | 2e D2                | Stadion Pod Racinom     | 2 500    |

## Compétition

### Format
Chacune des dix équipes participant au championnat s'affronte à quatre reprises pour un total de trente-six matchs chacune. L'équipe terminant dixième est directement reléguée en Druge Liga 2021-2022 tandis que les équipes terminant au huitième et neuvième rang jouent un match de barrage promotion-relégation contre le deuxième et troisième de deuxième division.

### Classement
Les équipes sont classées selon leur nombre de points, lesquels sont répartis comme suit : trois points pour une victoire, un point pour un match nul et zéro point pour une défaite. Pour départager les égalités, les critères suivants sont utilisés :
1. Points obtenus en confrontations directes
2. Différence de buts en confrontations directes
3. Nombre de buts marqués en confrontations directes
4. Nombre de buts marqués à l'extérieur en confrontations directes
5. Différence de buts générale
6. Nombre total de buts marqués
7. Tirage au sort.

| \| Rang \| Équipe \| Pts \| J \| G \| N \| P \| Bp \| Bc \| Diff \| \| ---- \| -------------------------- \| ---- \| -- \| -- \| -- \| -- \| -- \| -- \| ---- \| \| 1 \| FK Budućnost Podgorica T C \| 85 \| 36 \| 27 \| 4 \| 5 \| 65 \| 29 \| +36 \| \| 2 \| FK Sutjeska Nikšić \| 57 \| 36 \| 15 \| 12 \| 9 \| 56 \| 34 \| +22 \| \| 3 \| FK Dečić P \| 54 \| 36 \| 13 \| 15 \| 8 \| 39 \| 28 \| +11 \| \| 4 \| FK Podgorica \| 52 \| 36 \| 15 \| 7 \| 14 \| 39 \| 38 \| +1 \| \| 5 \| FK Jezero P \| 45 \| 36 \| 12 \| 9 \| 15 \| 28 \| 34 \| -6 \| \| 6 \| FK Zeta Golubovci \| 45-1 \| 36 \| 13 \| 7 \| 16 \| 34 \| 41 \| -7 \| \| 7 \| FK Rudar Pljevlja \| 45 \| 36 \| 13 \| 6 \| 17 \| 38 \| 50 \| -12 \| \| 8 \| FK Iskra Danilovgrad \| 44 \| 36 \| 9 \| 17 \| 10 \| 28 \| 29 \| -1 \| \| 9 \| OFK Petrovac \| 32 \| 36 \| 7 \| 11 \| 18 \| 29 \| 45 \| -16 \| \| 10 \| OFK Titograd \| 31 \| 36 \| 7 \| 10 \| 19 \| 23 \| 51 \| -28 \| | Qualifications européennes - 1er : 1er tour de qualification en Ligue des champions 2021-2022 - 2e, 3e et 4e : 1er tour de qualification en Ligue Europa Conférence 2021-2022 Relégations - 8e et 9e : Barrage de relégation en Druge Liga 2021-2022 - 10e : Relégation en Druge Liga 2021-2022 - T : Tenant du titre - C : Vainqueur de la Crnogorski fudbalski kup 2020-2021 - P : Promu de Druge Liga 2019-2020 |      |    |    |    |    |    |    |      |
| Rang | Équipe | Pts  | J  | G  | N  | P  | Bp | Bc | Diff |
| 1 | FK Budućnost Podgorica T C | 85   | 36 | 27 | 4  | 5  | 65 | 29 | +36  |
| 2 | FK Sutjeska Nikšić | 57   | 36 | 15 | 12 | 9  | 56 | 34 | +22  |
| 3 | FK Dečić P | 54   | 36 | 13 | 15 | 8  | 39 | 28 | +11  |
| 4 | FK Podgorica | 52   | 36 | 15 | 7  | 14 | 39 | 38 | +1   |
| 5 | FK Jezero P | 45   | 36 | 12 | 9  | 15 | 28 | 34 | -6   |
| 6 | FK Zeta Golubovci | 45-1 | 36 | 13 | 7  | 16 | 34 | 41 | -7   |
| 7 | FK Rudar Pljevlja | 45   | 36 | 13 | 6  | 17 | 38 | 50 | -12  |
| 8 | FK Iskra Danilovgrad | 44   | 36 | 9  | 17 | 10 | 28 | 29 | -1   |
| 9 | OFK Petrovac | 32   | 36 | 7  | 11 | 18 | 29 | 45 | -16  |
| 10 | OFK Titograd | 31   | 36 | 7  | 10 | 19 | 23 | 51 | -28  |

Le FK Zeta Golubovci se voit retirer 2 points pour avoir quitté le terrain avant la fin du match lors de la 9e journée. La sanction est ensuite réduite à 1 point de pénalité.

### Barrage de promotion-relégation
À la fin de la saison, des matchs de barrage de promotion-relégation opposent le huitième de première division au second de deuxième division et le neuvième de première division au troisième de deuxième division. En cas d'égalité à l'issue de la double confrontation, les équipes sont départagées par une séance de tirs au but (pas de prolongation).
Les matchs ont lieu les 1er et 6 juin 2021.
| Équipe                    | Aller | Total                | Retour | Équipe                |
| ------------------------- | ----- | -------------------- | ------ | --------------------- |
| FK Iskra Danilovgrad (D1) | 2 - 1 | 3 - 1                | 1 - 0  | FK Igalo 1929 (D2)    |
| OFK Petrovac (D1)         | 2 - 1 | 3 - 3 6 - 5 t. a. b. | 1 - 2  | FK Arsenal Tivat (D2) |

Légende des couleurs
- Le club se maintient en première division.
- Promotion en première division.
- Le club reste en deuxième division.
- Relégation en deuxième division.

## Bilan de la saison
| Championnat du Monténégro de football 2020-2021                        |                                   |
| Champion                                                               | FK Budućnost Podgorica (5e titre) |
| Dauphin                                                                | FK Sutjeska Nikšić                |
| Qualifications continentales                                           |                                   |
| Ligue des champions 2021-2022                                          | FK Budućnost Podgorica            |
| Ligue Europa Conférence 2021-2022                                      | FK Sutjeska Nikšić                |
| Ligue Europa Conférence 2021-2022                                      | FK Podgorica                      |
| Ligue Europa Conférence 2021-2022                                      | FK Dečić                          |
| Promotions et relégations                                              |                                   |
| Promus en Championnat du Monténégro de football                        | FK Mornar Bar                     |
| Relégués en Championnat du Monténégro de football de deuxième division | OFK Titograd                      |